# Лабыгы
Лабыгы́ (также Сосно́вая) — река в Томпонском районе Якутии, левый приток Хандыги. Длина реки — 227 км. Площадь водосборного бассейна — 1500 км².
Река берёт начало на южных склонах Верхоянского хребта на высоте более 510 м над уровнем моря. Течёт преимущественно на юго-запад сперва по горной местности, а затем по лесотундре с преобладанием лиственницы. В нижнем течении сильно меандрирует. Впадает в Хандыгу по левому берегу на высоте менее 110 м над уровнем моря, в 76 км от устья Хандыги. Ширина перед устьем — 25 м при глубине 0,5 м; скорость течения в низовьях составляет 0,6 м/с. Населённые пункты на реке отсутствуют.
Основной приток — река Чебере (левый).

## Данные водного реестра
По данным государственного водного реестра России и геоинформационной системы водохозяйственного районирования территории РФ, подготовленной Федеральным агентством водных ресурсов:
- Бассейновый округ — Ленский
- Речной бассейн — Лена
- Речной подбассейн — Алдан
- Водохозяйственный участок — Алдан от впадения реки Мая до впадения реки Амга
- Код водного объекта — 18030600912117300055860